# Kolbeinn Sigþórsson
En aquest nom islandès, el darrer nom és un patronímic, no pas un cognom. La manera de referir-se a aquesta persona és pel nom de pila.
Kolbeinn Sigþórsson (Reykjavík, el 14 de març de 1990) és un futbolista islandès que actualment juga com a davanter amb el FC Nantes de la Ligue 1 i la selecció islandesa.